# سد محمد الخامس

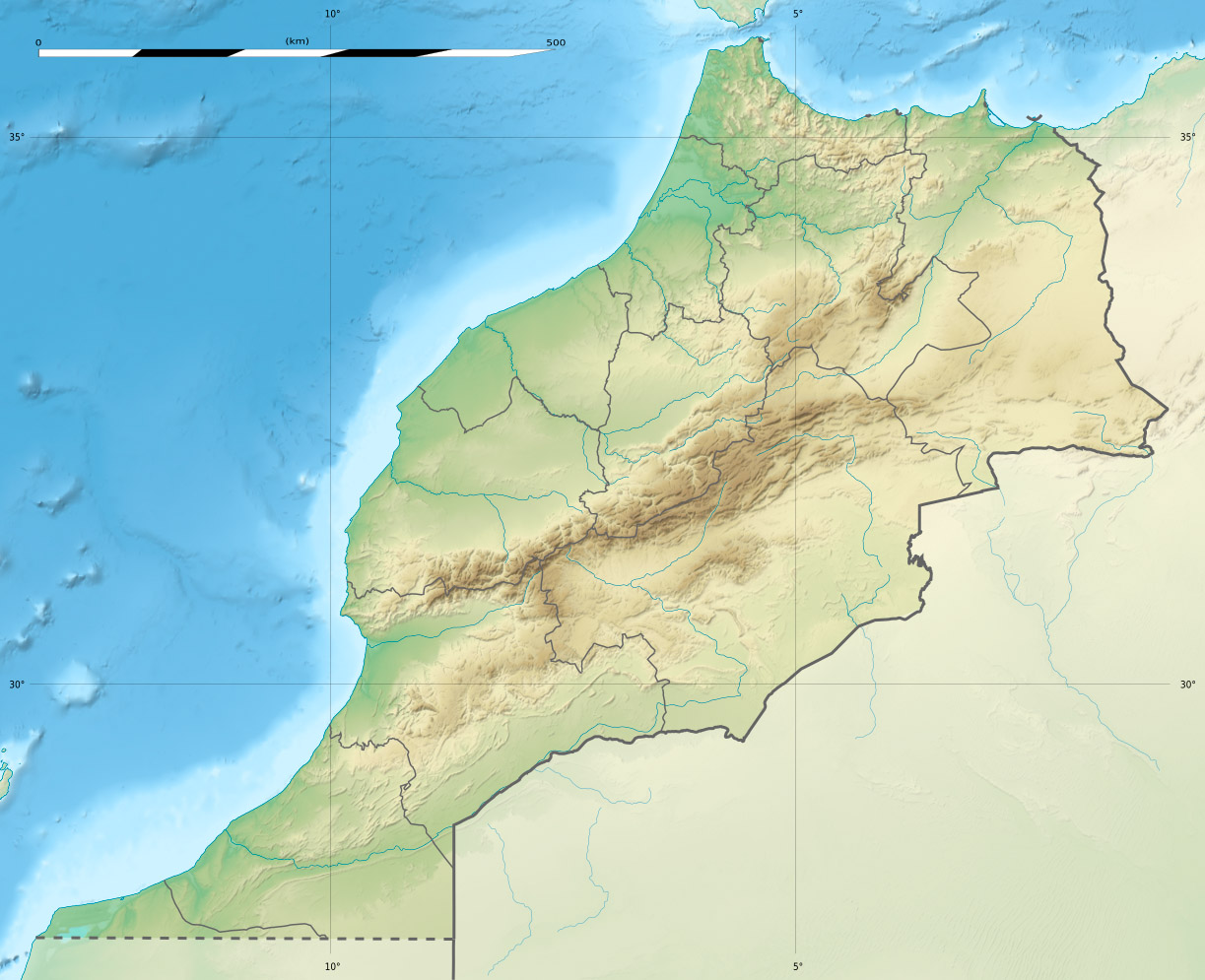
مكان سد محمد الخامس

يقع سد محمد الخامس على بعد 35 كيلومتر (22 ميل) جنوب مدينة زايو على نهر ملوية في محافظة وجدة، المغرب.

ويوفر السد المياه اللازمة لري أكثر من 70000 هكتار (170000 فدان) من الأراضي الزراعية.

## المحطةالكهرومائية
وعلى السد يوجد محطة كهرومائية سعتها 23 ميجا واط.

## الوصف
- يبلغ طولة 64 متر (210 قدم)[2]
- وسمي على اسم السلطان محمد الخامس بن يوسف.[3]
- تم اعتبار منطقة السد موقع من مواقع رامسار في عام 2005.[4]